# أكاديمية رايت تو دريم
رايت تو دريم (بالإنجليزية: Right to Dream)‏ هو نظام أكاديمية لكرة القدم لاتحاد الشباب ومقره في غانا. بدأت كمدرسة سكنية ومركز تدريب في أكرا في عام 1999. اعتبارًا من عام 2021، أصبحت مملوكة لمجموعة منصور.
وهي الآن مجموعة متعددة الأندية والأكاديميات ولها فروع في مصر بالإضافة إلى الفرق المحترفة التابعة لمجموعة منصور، نادي نوردشيلاند في الدنمارك، نادي مسار في مصر و نادي سان دييغو في الولايات المتحدة.

## التاريخ
تأسست أكاديمية رايت تو دريم في عام 1999 على يد توم فيرنون، الذي كان رئيس كشافة مانشستر يونايتد في أفريقيا. بدأت على نطاق صغير، وعلى عكس معظم أكاديميات الشباب، كانت مستقلة عن فريق محترف، حيث قامت بتدريب عدد صغير من الأولاد الذين تم إيواؤهم في البداية في منزل فيرنون. كان بعض الكشافة والموظفين الآخرين متطوعين.
في عام 2004، بدأت المنظمة في الشراكة مع المدارس الثانوية الداخلية الأمريكية لتقديم المنح الرياضية. وفي عام 2010، افتتحت المنظمة منشأة جديدة جنوب أكوسومبو في المنطقة الشرقية من غانا. اعتبارًا من عام 2021، أصبحت مدرسة داخلية تقدم جميع المنح الدراسية للاعبي كرة القدم الواعدين من جميع أنحاء غرب إفريقيا.

بليتشر ريبورت صنفها في المرتبة 15 في تصنيفها لأكاديميات الشباب لعام 2013. تم تقديم برنامج نظام الشباب للفتيات في عام 2013، وهو الأول من نوعه في أفريقيا. في عام 2014، أطلقت أكاديمية رايت تو دريم أول برنامج مدرسي لرايت تو دريم في تاكورادي. في عام 2015، اشترت رايت تو دريم نادي نوردشيلاند. 
اعتبارًا من عام 2015، كان من بين الشركاء شركة شركة تولو أويل غانا، مانتراك غانا، أشوكا، ومؤسسة لوريوس الرياضة من أجل الخير.
في عام 2021، استثمرت مجموعة منصور 120 مليون دولار في عملية استحواذ وأعلنت أنها ستشكل كيانًا جديدًا، مان سبورتس.
في عام 2022، اشترت رايت تو دريم نادي كرة القدم المصري نادي مسار. قامت مجموعة منصور أيضًا بتمويل فريق توسع في الدوري الأمريكي لكرة القدم والذي سيبدأ اللعب في عام 2025 وسيكون مقره في سان دييغو، كاليفورنيا. سيقوم الفريق، المسمى نادي سان دييغو، ببناء أكاديمية رايت تو دريم بالقرب من الكاهون، كاليفورنيا.

## الخريجين
منذ عام 1999، قامت الأكاديمية بتخريج 282 طالبًا، وفقًا لموقعها على الإنترنت اعتبارًا من عام 2023.
منذ عام 2007، أخرجت رايت تو دريم أكثر من 157 خريجًا يلعبون كرة القدم الاحترافية على مستوى العالم. تلقى 67 من خريجي رايت تو دريم أيضًا استدعاءات للالتحاق بالفرق الوطنية، من النجمات السوداء (تحت 17 عامًا) إلى النجوم السوداء. اعتبارًا من مايو 2023، كان لدى رايت تو دريم أكثر من 56 خريجًا يدرسون في المدارس الثانوية والجامعات في جميع أنحاء الولايات المتحدة والمملكة المتحدة.
وقد مثل 67 من خريجي رايت تو دريم (ذكور وإناث) بلادهم على المستوى الدولي الرفيع.
لعب 7 من هؤلاء اللاعبين في كأس العالم لكرة القدم للرجال عام 2022.
أنتجت رايت تو دريم غانا ونادي نوردشيلاند 146 لاعبًا محترفًا في المجموع (والعدد في ازدياد).
في عام 2022، وقع 5 خريجين من نادي نوردشيلاند و8 خريجات عقودًا احترافية.

## لعب البطولة
تسافر فرق رايت تو دريم إلى أوروبا بانتظام للتنافس في البطولات.
فاز فريق رايت تو دريم تحت 15 سنة بالنسخة السادسة والعشرين من بطولة مارفليد في هولندا فاز فريق أكاديمية رايت تو دريم تحت 15 سنة ببطولة TopC-RKMSV لعام 2015 في هولندا. شاركت الأكاديمية في نسختي 2013 و2014 من كأس جوثيا، وحصلت على المركز الثالث في عام 2013 والفوز بها في عام 2014. في عام 2015، عادت رايت تو دريم إلى كأس جوثيا ودافعت بنجاح عن لقبها، مما جعل الأكاديمية أول فريق يفوز بكأس جوثيا تيبسيليت في عامين متتاليين.
فازت الأكاديمية بالبطولة الأفريقية وبالتالي احتفظت بحق تمثيل أفريقيا كل عام منذ نسخة 2008. حقق رايت تو دريم خمس مراتب في المراكز الثمانية الأولى في النهائيات العالمية لكأس مانشستر يونايتد الإنجليزي الممتاز، حيث لعب أفضل فرق كرة القدم من مانشستر يونايتد ويوفنتوس وباريس سان جيرمان وريال مدريد. حصلت الأكاديمية على المركز الثالث في عام 2009، وفي عام 2014، احتلت الأكاديمية المركز الرابع. في عام 2015، فاز رايت تو دريم بنهائيات كأس مانشستر يونايتد الإنجليزي الممتاز للمرة الأولى في تاريخه.
في عام 2010، تم تسمية رايت تو دريم كسفراء للسلام وتمت دعوتها للمشاركة في بطولة خلال عطلة نهاية الأسبوع لجائزة نوبل للسلام في ذلك العام.
في عام 2015، لم يتعرض رايت تو دريم تحت 18 و15 سنة لأي هزيمة في إجمالي 42 مباراة في جولاتهم الأوروبية.
في عام 2016، احتل رايت تو دريم تحت 17 سنة المركز السادس في النسخة السابعة من كأس المستقبل ABN AMRO في أمستردام.
في عام 2022، فاز رايت تو دريم تحت 18 سنة بكأس جوثيا.

## البرامج
تُمنح المنح الدراسية للأفارقة، أولادًا وبنات، للدراسة في الأكاديمية المصممة لهذا الغرض، والتي تقع على ضفاف نهر فولتا. كل عامين، يتم اختيار 15-20 طالبًا من بين 30.000 مشاركًا ويتم تقييمهم بناءً على قدرتهم الرياضية وأدائهم الأكاديمي للدراسة والتدريب في الأكاديمية بمنح دراسية بنسبة 100%. مدرسة رايت تو دريم الدولية هي مركز معتمد لامتحان كامبريدج الدولي. وتقدم الأكاديمية أيضًا مجموعة من المناهج المحلية والعالمية.

تم افتتاح أول مدرسة رايت تو دريم في تاكورادي في سبتمبر 2015. البرنامج عبارة عن شراكة بين رايت تو دريم ومدرسة خاصة رائدة في كل موقع محدد.
رايت تو دريم هو عمل تجاري غير ربحي في مصر والدنمارك، وهي مؤسسة خيرية في غانا وهي حاليًا منظمة 501(c)(3) في الولايات المتحدة، والتي تضع الطلاب من أكاديمية رايت تو دريم في المدارس الداخلية الأمريكية والجامعات على المنح الرياضية.

## خريجون بارزون
- عبد المجيد وارث
- أبو دنلدي
- أداما فوفانا
- بسمارك أدجاي بواتينج
- كلينتون أنتوي
- كولينز تانور
- دانيال أووسو
- ديفيد أكام
- ديفين ناه
- دومينيك أودورو
- إدوارد أوبوكو[49]
- إيما توماسي
- ايمانويل بواتينغ[50]
- ايمانويل نتيم
- إنوك أدو
- إنوك كواكوا
- إرنست أجيري
- إرنست نوواما
- إيفانز منساه
- فيفي بايدن
- فرانسيس أتواهيني
- فرانك أرهين
- جوفري اشيمبونغ
- جورج ديفيز (لاعب كرة قدم)
- جدعون منساه (لاعب كرة قدم)
- غودفريد ساكا[51]
- غودسواي دونيوه
- هارونا شايبو
- إبراهيم صادق (لاعب كرة قدم)
- إسحاق اتانجا
- جوشوا يارو
- كمال سواح
- كمال الدين سليمانا
- كيانين آير
- كلفن بواتينج
- كلفن أوفوري
- كينغ أوسي جيان
- كينغسلي فوبي
- ماكسويل ووليدزي
- ميشائيل تيتيه
- محمد آبو
- محمد ديوماندي
- محمد قدوس
- أوسكار عمر[6]
- أوسيني بودا
- برنس أجييمانغ
- رشيد نوهو
- رزاق نوهو
- صامويل مينسرو
- سيمون ادينجرا
- تيموكو فوفانا
- توماس أجيبونج
- توماس أغيري
- عمر فاروق عثمان
- ياو يبواه

## وصلات خارجية
الموقع الرسمي